# 日限地蔵 (藤沢市)

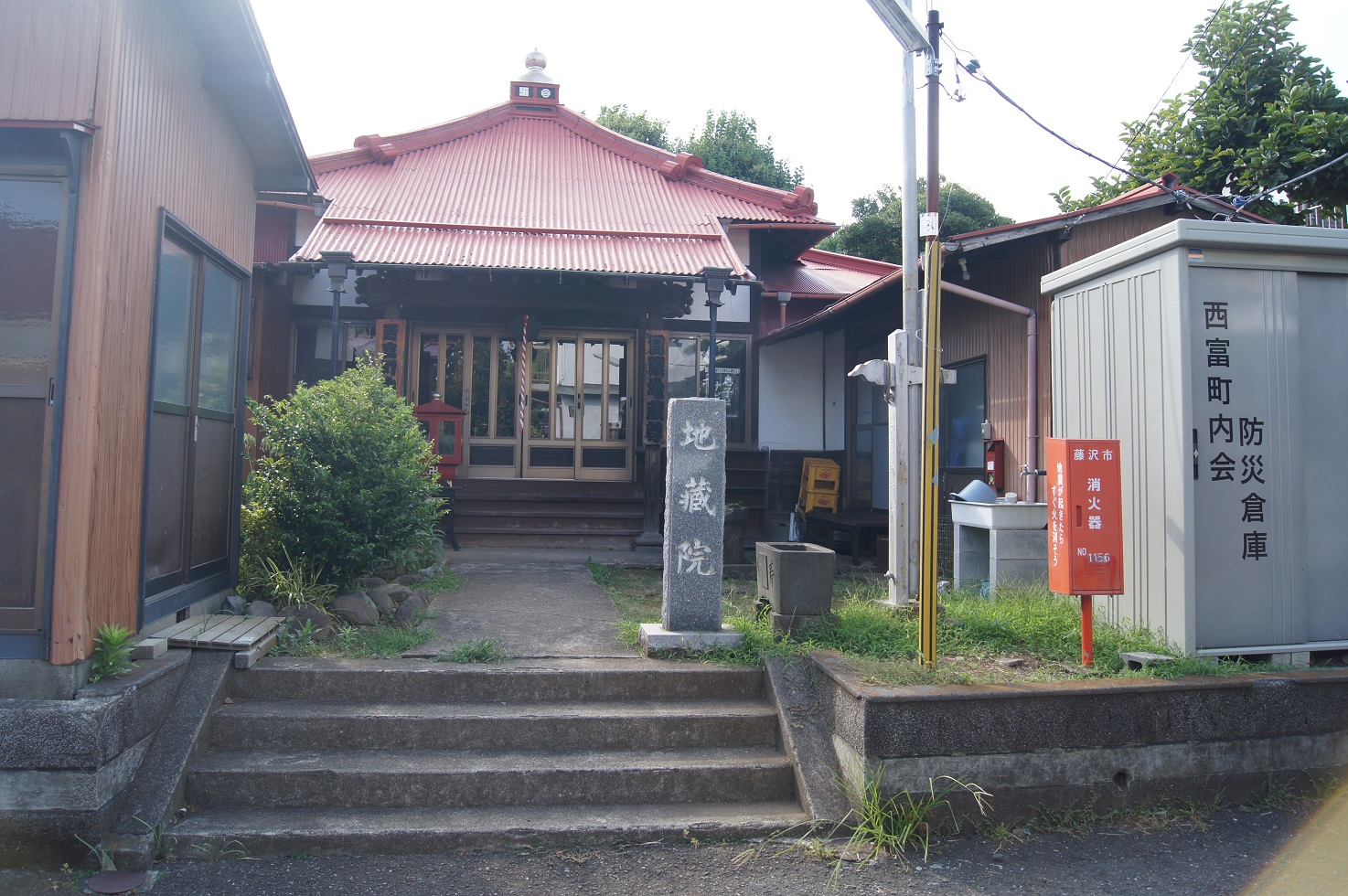
境内

日限地蔵（ひぎりじぞう）は神奈川県藤沢市の清浄光寺（通称・遊行寺）総門の西にある地蔵院に安置されている地蔵菩薩像。

## 概要
清浄光寺の総門から西へ少し行ったあたりの字を寺家というが、ここに地蔵院があって、一週間とか十日とか、日数を限って願掛けすると願いがかなうという地蔵菩薩像があり、日限地蔵と呼ばれている。
江戸時代から藤沢宿の人々の守護の地蔵菩薩として、また飯盛女達からも信仰されていた。
地蔵院の前には、かつては清浄光寺の放生池から流れてくる小川があって海老名橋という橋がかかっていたが、これは海老名郷3000石を領していた頃に年貢米を運び入れた橋であるという。。
地蔵供養が毎年2月16日に行われ、そのあと長さ17メートルの数珠を使用した百万遍念仏講が開かれている。

## 本尊
総高95.5センチメートル、像高62.0センチメートル、右手に錫杖左手に宝珠を持つ木造地蔵菩薩立像である。
二重の厨子にはいっていて、内側の厨子の背面には「天保8酉年（1837年）8月24日、藤沢山領西村地蔵堂本尊也、奉移 日限延命地蔵大菩薩、白金 松秀寺11代其阿上人時與寄附之」と朱漆による記載がある。

## 歴史
- 享保8年（1723年） - 地蔵菩薩像を西村（現・西富）出身の遊行第49代一法が建立した[注釈 1]。
- 寛保4年（1744年）2月14日 - 地蔵院の建立または再建が行われた[5]。

## 所在地情報
所在地
- 神奈川県藤沢市西富一丁目6番24号

交通
- 鉄道
  - 藤沢駅

- 道路
  - 国道467号